# Centrum (geometri)
 For alternative betydninger, se Centrum. (Se også artikler, som begynder med Centrum)
Et centrum  er en betegnelse for det fysiske midtpunkt af et objekt.

## Cirkler og kugler
Centrum af en cirkel er det punkt, der har samme afstand til alle punkter på periferien. Tilsvarende er centrum af en kugle det punkt, der har samme afstand til alle punkter på overfladen.
| Dodekaeder | Spire Denne artikel om geometri er en spire som bør udbygges. Du er velkommen til at hjælpe Wikipedia ved at udvide den. |